# Coppa delle nazioni oceaniane 2012
La Coppa delle nazioni oceaniane 2012 (in lingua inglese 2012 OFC Nations Cup) è stata la 9ª edizione di questo torneo di calcio continentale per squadre nazionali maggiori maschili organizzato dall'OFC e la cui fase finale si è svolta alle Isole Salomone dal 1º al 10 giugno 2012.
Le 4 semifinaliste hanno partecipato alla terza fase delle qualificazioni al campionato mondiale di calcio 2014.
La squadra vincitrice, ovvero Tahiti, ha acquisito il diritto di partecipare alla FIFA Confederations Cup 2013 in Brasile.

## Qualificazioni
Le sette squadre membri dell'OFC con il più alto coefficiente FIFA sono qualificate direttamente alla fase finale della manifestazione. Ad esse si è aggregata la nazionale vincitrice delle qualificazioni.

## Fase finale

### Squadre partecipanti
| Pr. | Squadra            | Data di qualificazione certa | Partecipante in quanto          | Ultima presenza                    |
| --- | ------------------ | ---------------------------- | ------------------------------- | ---------------------------------- |
| 1   | Figi               | luglio 2011                  | Qualificata di diritto          | Coppa delle nazioni oceaniane 2008 |
| 2   | Nuova Zelanda      | luglio 2011                  | Qualificata di diritto          | Coppa delle nazioni oceaniane 2008 |
| 3   | Nuova Caledonia    | luglio 2011                  | Qualificata di diritto          | Coppa delle nazioni oceaniane 2008 |
| 4   | Vanuatu            | luglio 2011                  | Qualificata di diritto          | Coppa delle nazioni oceaniane 2008 |
| 5   | Tahiti             | luglio 2011                  | Qualificata di diritto          | Coppa delle nazioni oceaniane 2004 |
| 6   | Isole Salomone     | luglio 2011                  | Qualificata di diritto          | Coppa delle nazioni oceaniane 2004 |
| 7   | Papua Nuova Guinea | luglio 2011                  | Qualificata di diritto          | Coppa delle nazioni oceaniane 2002 |
| 8   | Samoa              | 26 novembre 2011             | Vincitrice delle qualificazioni | Esordiente                         |

### Sorteggio dei gruppi
La prima urna contiene le quattro squadre con il più alto ranking nella classifica mondiale della FIFA di luglio 2011; la seconda urna invece contiene le tre squadre con il ranking più basso più la squadra vincitrice delle qualificazioni.
| 1ª urna (teste di serie)                   | 2ª urna                                        |
| ------------------------------------------ | ---------------------------------------------- |
| Nuova Zelanda Figi Nuova Caledonia Vanuatu | Tahiti Isole Salomone Papua Nuova Guinea Samoa |

## Risultati

### Fase a gironi

#### Gruppo A
| Pos | Squadra         | G | V | N | P | GF | GS | DG  | Pt | Risultato                        |
| --- | --------------- | - | - | - | - | -- | -- | --- | -- | -------------------------------- |
| 1   | Tahiti          | 3 | 3 | 0 | 0 | 18 | 5  | +13 | 9  | Qualificate alla fase successiva |
| 2   | Nuova Caledonia | 3 | 2 | 0 | 1 | 17 | 6  | +11 | 6  | Qualificate alla fase successiva |
| 3   | Vanuatu         | 3 | 1 | 0 | 2 | 8  | 9  | −1  | 3  |                                  |
| 4   | Samoa           | 3 | 0 | 0 | 3 | 1  | 24 | −23 | 0  |                                  |

| Arbitro: | Oiaka |

|          |           |                                                                                           |
| Malo 70’ | Marcatori | 8’, 83’, 84’, 85’ L. Tehau 17’, 78’ J. Tehau 19’, 40’ A. Tehau 54’ T. Tehau 60’ Chong Hue |

| Arbitro: | O'Leary |

|                        |           |                                               |
| Tasso 52’ Naprapol 61’ | Marcatori | 32’, 58’, 76’ Kaï 66’ Gope-Fenepej 87’ Kayara |

| Arbitro: | Saohu |

|                                                           |           |  |
| Naprapol 26’ Kaltack 45+1’ Malas 46’ Tasso 74’ Vava 90+3’ | Marcatori |  |

| Arbitro: | Kerr |

|                                                        |           |                              |
| A. Tehau 19’ Vallar 29’ (rig.) L. Tehau 32’ Degage 84’ | Marcatori | 74’ Bako 80’ Haeko 86’ Kauma |

| Arbitro: | Oiaka |

|                                                                                     |           |  |
| Kayara 10’ Haeko 11’, 45+1’, 72’, 90’, 90+1’ Kabeu 22’ Ixoée 25’ (rig.) Gnipate 45’ | Marcatori |  |

| Arbitro: | O'Leary |

|                                                          |           |             |
| Vallar 15’ (pen.) J. Tehau 38’ A. Tehau 57’ T. Tehau 87’ | Marcatori | 90+4’ Tasso |

#### Gruppo B
| Pos | Squadra            | G | V | N | P | GF | GS | DG | Pt | Risultato                        |
| --- | ------------------ | - | - | - | - | -- | -- | -- | -- | -------------------------------- |
| 1   | Nuova Zelanda      | 3 | 2 | 1 | 0 | 4  | 2  | +2 | 7  | Qualificate alla fase successiva |
| 2   | Isole Salomone     | 3 | 1 | 2 | 0 | 2  | 1  | +1 | 5  | Qualificate alla fase successiva |
| 3   | Figi               | 3 | 0 | 2 | 1 | 1  | 2  | −1 | 2  |                                  |
| 4   | Papua Nuova Guinea | 3 | 0 | 1 | 2 | 2  | 4  | −2 | 1  |                                  |

| Arbitro: | Assiene-Ambassa |

|  |           |          |
|  | Marcatori | 8’ Smith |

| Arbitro: | Hauata |

|           |           |  |
| Totori 5’ | Marcatori |  |

| Arbitro: | George |

|                 |           |                    |
| Hans 88’ (rig.) | Marcatori | 2’ Smeltz 53’ Wood |

| Honiara 4 giugno 2012, ore 15:00 UTC+11 Incontro 8 | Figi    | 0 – 0 referto | Isole Salomone | Lawson Tama Stadium (13 600 spett.)\| Arbitro: \| Zitouni \| |
| Arbitro:                                           | Zitouni |               |                |                                                              |

| Arbitro: | Zitouni |

|          |           |              |
| Jack 85’ | Marcatori | 14’ Dunadamu |

| Arbitro: | Hauata |

|          |           |            |
| Wood 14’ | Marcatori | 57’ Totori |

### Semifinali

#### Tabellone
|  | Semifinali      | Semifinali      | Semifinali      |                 |        | Finale          | Finale          | Finale          |  |
|  |                 |                 |                 |                 |        |                 |                 |                 |  |
|  | Tahiti          | Tahiti          | 1               |                 |        |                 |                 |                 |  |
|  | Tahiti          | Tahiti          | 1               |                 |        |                 |                 |                 |  |
|  | Isole Salomone  | Isole Salomone  | 0               |                 |        |                 |                 |                 |  |
|  | Isole Salomone  | Isole Salomone  | 0               |                 | Tahiti | Tahiti          | 1               |                 |  |
|  |                 |                 |                 |                 | Tahiti | Tahiti          | 1               |                 |  |
|  |                 |                 | Nuova Caledonia | Nuova Caledonia | 0      |                 |                 |                 |  |
|  | Nuova Zelanda   | Nuova Zelanda   | Nuova Caledonia | Nuova Caledonia | 0      | 0               |                 |                 |  |
|  | Nuova Zelanda   | Nuova Zelanda   |                 |                 |        | 0               |                 |                 |  |
|  | Nuova Caledonia | Nuova Caledonia | 2               |                 |        | Finale 3º posto | Finale 3º posto | Finale 3º posto |  |
|  | Nuova Caledonia | Nuova Caledonia | 2               |                 |        |                 |                 |                 |  |
|  |                 |                 |                 |                 |        |                 |                 |                 |  |
|  |                 |                 |                 |                 |        | Isole Salomone  | Isole Salomone  | 3               |  |
|  |                 |                 |                 |                 |        | Isole Salomone  | Isole Salomone  | 3               |  |
|  |                 |                 |                 |                 |        | Nuova Zelanda   | Nuova Zelanda   | 4               |  |

#### Incontri
| Arbitro: | O'Leary |

|              |           |  |
| J. Tehau 19’ | Marcatori |  |

| Arbitro: | Hauata |

|  |           |                            |
|  | Marcatori | 60’ Kaï 90+2’ Gope-Fenepej |

### Finale 3º/4º posto
| Arbitro: | Zitouni |

|                                 |           |                            |
| Wood 11’, 25’, 30’ Smeltz 90+4’ | Marcatori | 48’ Teleda 54’, 88’ Totori |

### Finale
| Arbitro: | O'Leary |

|               |           |  |
| Chong Hue 11’ | Marcatori |  |

## Classifica marcatori
6 reti
- Jacques Haeko

5 reti
- Chris Wood
- Lorenzo Tehau

4 reti
- Benjamin Totori
- Bertrand Kaï
- Alvin Tehau
- Jonathan Tehau

3 reti
- Robert Tasso

2 reti
- Georges Gope-Fenepej
- Roy Kayara
- Shane Smeltz
- Steevy Chong Hue
- Teaonui Tehau
- Nicolas Vallar
- Jean Naprapol

1 rete
- Maciu Dunadamu
- Himson Teleda
- Marius Bako
- Kalaje Gnipate
- Judikael Ixoée
- Iamel Kabeu
- Dick Kauma
- Tommy Smith
- Neil Hans
- Kema Jack
- Silao Malo
- Roihau Degage
- Brian Kaltack
- Derek Malas
- Freddy Vava